# Pšeničné pivo

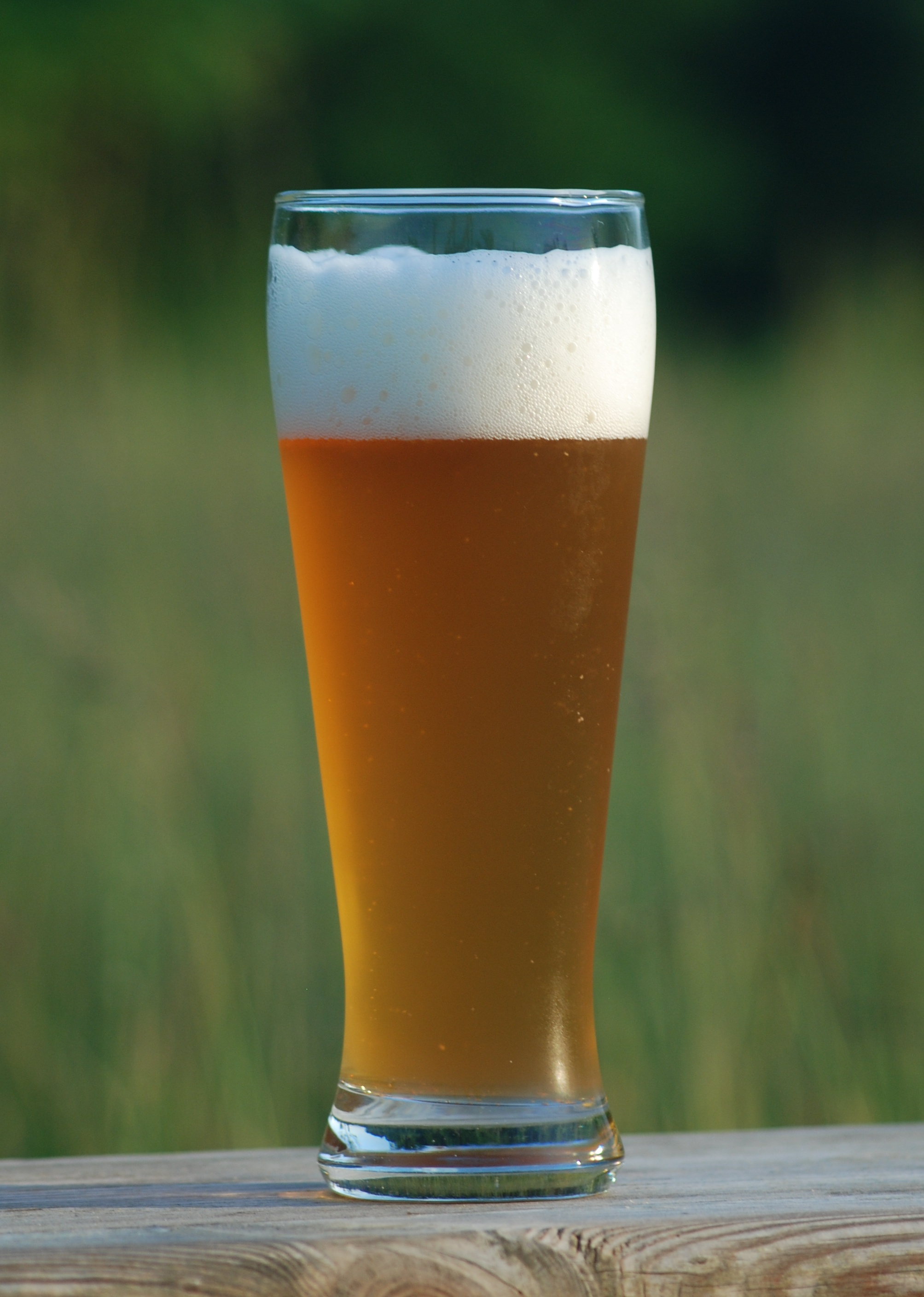
Pšeničné pivo v typické sklenici

Pšeničné pivo je pivo, na jehož výrobu byla použita pšenice či pšeničný slad. Podle platné české legislativy musí být pro výrobu takového piva nejméně jedna třetina z celkového extraktu dodána pomocí pšenice či pšeničného sladu. Například u bavorských pšeničných piv je však pšeničného sladu použito více než 50 %. Pšeničné pivo tak, jak je známe dnes, bývá nejčastěji světlé až slámové barvy (přestože existují i tmavší typy) a vyznačuje se vysokou nasyceností a bohatou pěnou. Pšeničné pivo se také převážně prodává nefiltrované.
Vůně pšeničného piva je také velmi odlišná od běžného ležáku českého typu. Jsou v ní cítit kvasnice, mírná kyselost a mnoho rozličných ovocných vůní, hlavně banán a hřebíček. Chuť pšeničných piv bývá dle regionu původu značně rozdílná a kolísá od nakyslé až po trpkou, nasládlou a ovocnou. Vždy se však konzumentovi dostává zajímavé harmonie chuti, jež je dána právě obsahem pšenice a druhem použitých kvasnic a typu kvašení. Hořkost i chmelové aroma pšeničných piv bývají na velmi nízké úrovni, aby nepřebíjely jejich typické atributy.
V zemích, kde je v současné době pití pšeničného piva hojně rozšířeno, se můžeme setkat i s ochucenými pšeničnými pivy.

## Stručná historie
Pšeničná piva mají v našich krajích dlouhou historii a dá se říci, že jistou dobu bylo pšeničné pivo stejně obvyklé jako pivo vařené čistě z ječného sladu. Určitou dobu se dokonce vařila piva čistě pšeničná a čistě ječná. Piva vzniklá ze směsi sladů se začala vařit až později a předpokládá se, že to byl důsledek „smíšeného“ výsevu na polích. Piva pšeničná byla i v Čechách v 15.–17. století dokonce převažující, pravděpodobně proto, že pro pšeničná piva se převážně používalo svrchní kvašení, jež probíhá při vyšších teplotách, které vládnou po větší část roku. Důvodem jejich ústupu byla pravděpodobně vyšší cena pšenice.

## Technologie výroby
Technologie se velmi liší dle regionu výroby.
Nejčastěji se používá pro zcukřování infuzního nebo jednormutového způsobu. Vystírá se tedy na cca 62 °C a konečná teplota nepřesáhne teplotu 75 °C. Pšeničná piva jdou obvykle trochu hůře scezovat, protože pšeničné zrno na rozdíl od ječného nemá pluchy, které pomáhají udržovat vrstvu mláta ve scezovací kádi méně kompaktní a propustnější pro tekutinu.
Kvašení probíhá nejčastěji s přispěním kvasnic Saccharomyces cerevisiae. Samotné kvašení probíhá při teplotách 15–25 °C. Při těchto teplotách vzniká vyšší množství esterů a vyšších alkoholů. Po prokvašení mladého piva na cca 70 % jsou z povrchu kvasné kádě kvasnice sbírány a pivo se zchladí a suduje do ležáckého sklepa, kde dokvašuje při teplotách 1–2 °C.

## Konzumace
Pšeničné pivo se velmi často podává ve vysokých štíhlých sklenicích, někdy jsou na stopce a připomínají přerostlé „šampusky“. Doporučená teplota podávání piva je 6–8 °C.

## Dělení pšeničných piv
- Hefeweizen – typické světlé kvasnicové pšeničné pivo bavorského typu
- Kristalweizen – filtrovaná verze
- Dunkelweizen – polotmavé až tmavé pšeničné pivo
- Weizenbock – silnější pšeničné pivo, zpravidla polotmavé barvy
- Witbier – belgické světlé pivo vyráběné s podílem nesladované pšenice, obvykle kořeněné koriandrem a pomerančovou kůrou
- American Wheat Ale – americká pšeničná piva jsou obvykle více chmelená a uplatňuje se v nich výraznější aroma amerických chmelových odrůd